# Третя конференція ОУН
Третя конференція ОУН 17—21 лютого 1943 року — надзвичайна конференція бандерівської фракції ОУН, скликана з огляду на розбіжність поглядів у керівництві ОУН(Б) щодо збройного чину. Відбулася в селі Теребежі поблизу м. Олеська (Львівщина) 17—21 лютого 1943 р. Накреслила плани збройної боротьби ОУН проти німецьких і більшовицьких поневолювачів.
У резолюції конференції говорилося:
1942 рік був на Україні роком впертої і завзятої боротьби українського народу за Українську Самостійну Соборну Державу. Вона проходила в умовах нещадного гніту та поневолення українського народу німецьким окупантам, серед намагання зробити з нього раба на власній землі і знищити як націю, та серед повторних спроб московського червоного та білого імперіалізмів розкласти український народ і приготувати ґрунт для його нового політичного й економічного поневолення.

Стоїмо на становищі, що передумовою організації всіх політичних і національних сил України до боротьби проти московсько-більшовицького імперіалізму та приєднання до неї всіх зовнішньополітичних сил, зокрема поневолених народів, є боротьба українського народу поти німецького імперіалізму.

Всі ці та інші програмні засади Третьої конференції ОУН конкретизували збройну боротьбу визвольних сил. ОУН поширювала, зміцнювала й творила новітні осередки організованої збройної боротьби народу.
Матеріали конференцій стали основою розробки новітньої концепції у визвольній боротьбі на перспективу на Третьому Надзвичайному Зборі ОУН 21-25 серпня 1943 р.

## Учасники конференції
Однак, з пам'яті подає 20 прізвищ основних діячів ОУН, які прибули з різних кінців України на наради Збору. Серед них:
- Микола Арсенич — головний керівник Служби безпеки (1910—1947);
- Яків Бусел — начальник політ-виховного відділу крайового військового штабу УПА «Північ» (1943—1944) і член Проводу ОУН (1910—1945);
- Ростислав Волошин — співорганізатор УПА у 1942—1943 рр. (1911—1944);
- отець Іван Гриньох — активний діяч ОУН (1907—1994);
- Роман Кравчук — член Проводу ОУН і його організаційний референт (1912—1951);
- Василь Кук — крайовий провідник ОУН Південно-Східних Українських Земель (ПСУЗ), після загибелі Романа Шухевича — Головний Командир УПА у 1950—1954 рр. (1913 — мешкає у Києві);
- Микола Лебедь — після арешту Степана Бандери у 1941 р. німецьким гестапо заступив на пост «урядуючого провідника» ОУН, організатор антинімецького підпілля ОУН у 1941—1943 рр. (1910—1998);
- Омелян Логуш — референт пропаганди ОУН Південно-Східних Українських Земель у Дніпропетровську (1912—1982, США)
- Зіна Л. (прізвище невідоме, зі Східної України);
- Дмитро Маївський — член проводу ОУН (1914—1945);
- Зиновій Марцюк — фінансовий референт ОУН (1910-2007);
- Василь Охримович — крайовий провідник ОУН ЗУЗ у 1943 (1914—1954);
- Михайло Палідович — член крайового проводу ЗУЗ (1914—1944);
- Йосип Позичанюк — провідний діяч ОУН з Вінницької обл., редактор підпільних видань (1911—1944);
- Мирослав Прокоп — референт пропаганди Проводу ОУН (1913 р.н. (помер у США);
- Дарія Ребет — член проводу ОУН (1913—1992 на еміграції);
- Михайло Степаняк — крайовий провідник ОУН ЗУЗ (1905—1967);
- Василь Турковський — заступник референта Проводу ОУН у 1941—1944 рр. (1910—1944);
- Роман Шухевич — Голова бюро Проводу ОУН, Головний Командир УПА у 1943—1950 рр.(1907—1950).

## Зміни в програмних засадах
Прибувши у район с. Золота Слобода, лідери повстанчої України спочатку квартирували у господарстві Чарківських та Фростяків, а потім перенеслися до хуторянина Григорія Микитіва. Деякі мешкали у родичів Тетяни Федорів, майбутньої поетеси та громадської діячки в еміграції.
Третій Надзвичайний Збір ОУН має виняткове історичне значення. Збір вніс глибокі зміни в програмні засади національно-визвольної боротьби ОУН за УССД, також і в структурну побудову самої організації. Сталося це у зв'язку з великими геополітичними змінами на європейському континенті та набутим досвідом революційної боротьби ОУН упродовж дворічної боротьби з німецькими і більшовицькими окупантами та їх польськими колаборантами.
Далекоглядні політики ОУН передбачували провал Німеччини у Другій світовій війні. На їх підтвердження червона армія СРСР у 1943 р. вже повністю володіла Лівобережною Україною.
Провід ОУН ще до ІІІ Надзвичайного Збору намагався внести ясність у деякі програмні пункти Першого та Другого Великих Зборів ОУН, які відбулися у 1929 р. та 1939 р. — після загибелі провідника ОУН Євгена Коновальця й критикував роль одноосібного керівника ОУН. Як наслідок, 11—13 травня 1943 року на засіданні Проводу ОУН, що відбувався у Золочівському повіті Тернопільщини, запроваджено колегіальний принцип керівництва у складі трьохчленного бюро Проводу: Романа Шухевича, Зенона Матли і Дмитра Маївського. Микола Лебідь, який після арешту Степана Бандери до 13 травня 1943 р. очолював Провід, відмовився від участі в ньому. Згодом, після арешту Зиновія Матли до бюро Проводу обрано Ростислава Волошина.
Щоб обміркувати як слід вищенаведені політичні та організаційні зміни. Роман Шухевич запропонував скликати ІІІ Надзвичайний Збір ОУН. Політичну доповідь він доручив зробити Мирославові Прокопу, підготовку програми — Дмитрові Маївському, сам же підготував виступ з аналізом та пропозиціями щодо боротьби ОУН, УПА з новітніми більшовицькими загарбниками, які наближалися, й дав відповіді, як бути далі. Лідери ОУН прийшли до одностайної думки про потребу готуватись до зустрічі з більшовиками: будувати криївки, магазинувати зброю, хліб, медичні препарати тощо.
Тодішнього серпня 1943 р. навряд чи хто міг збагнути, що визвольна війна ОУН, УПА розтягнеться на десятиліття. Навіть Роман Шухевич вважав, що під більшовицьким терором повстанської формації витримають не більше як 2 роки.
Побутували й інші думки. Наприклад, Михайло Степаняк пропонував підняти проти німецьких окупантів повстання силами двадцятитисячного війська, якими розпоряджався Головний військовий штаб УПА. Але це означало остаточно знекровити визвольні сили УПА та полегшити наступ червоної армії.
Зародилася у когось думка створити наднаціональний орган боротьби за визволення України, можливо, у формі Ради. У 1944 р. таку структуру створено й вона стала називатися Українською Головною Визвольною Радою (УГВР).
Виходячи з досвіду перебування членів ОУН на східноукраїнських землях, на пленарних засіданнях Збору обговорювались питання щодо нових елементів програми. Відкидались доктрини ОУН, такі як «корпоративізм, безапеляційність політики націоналістів, вождизм» тощо.
На Третьому Надзвичайному Зборі ОУН заявила, що не бореться за Україну для себе. «ОУН бореться проти імперіалістів й імперій, бо в них один пануючий народ поневолює культурно й політично та визискує економічно інші інтереси (…), за рівність усіх громадян України незалежно від їх національності в державних та громадських правах та обов'язках».
Про соціально-економічні аспекти програми ОУН на Зборі також ішла мова: «Українська державна влада не нав'язуватиме селянам однієї форми користування землею, про вільну працю, свободу профспілок, вільне ремесло, організацію національно-банківської системи, безоплатну освіту, пошану до праці інтелігенції, широке запровадження охорони народного здоров'я, тощо».
ОУН проголошувала свободу інтелектуальної творчості, політичної і соціальної демократії, свободи культури, мистецтва, наукових дослідів.
У постанові зафіксовано, що ОУН боротиметься, щоб кожна нація жила вільним і повноцінним життям, що тільки у спільній боротьбі народів СРСР можливо перемогти сталінську диктатуру.
Внесення таких вартостей у документи ІІІ Надзвичайного Збору ОУН дало у руки ОУН, УПА сильні політичні козирі. Теоретичні основи ОУН, уточнені у Зборі, стали ідейною базою публіцистичних праць визначних революціонерів Осипа Дяківа (псевдо «Горновий»), Петра Федуна (пссевдо «Полтава»), Ярослава Старуха (псевдо «Стяг») та інших, які збагатили українську філософську та політичну думку ХХ століття.